# Энтомофильные растения

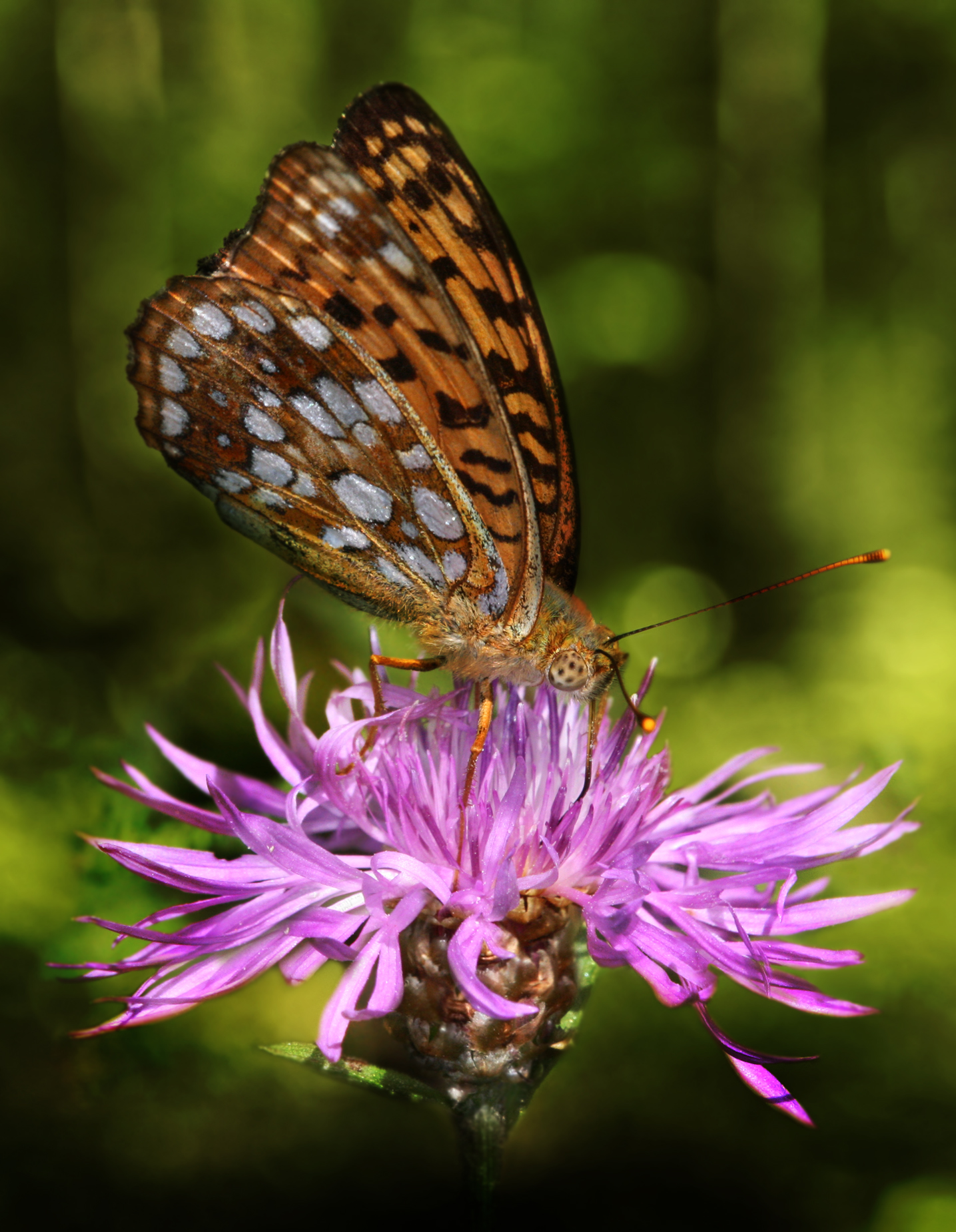
Перламутровка адиппа на цветке Василька придунайского

Энтомофильные растения — растения, опыляемые насекомыми. Энтомофилия — приспособленность цветков растений к перекрёстному опылению при посредстве насекомых.

## Шпренгель и его открытие
В конце XVIII столетия Христиан Конрад Шпренгель обратил внимание на отношение насекомых к посещаемым ими цветам. Шаг за шагом проникая в интимную жизнь цветка, Шпренгель вдруг с изумлением заметил, что насекомые играют громадную роль в процессе оплодотворения у посещаемых ими цветковых растений; именно, они переносят пыльцу с пыльников на рыльце цветка, производят «опыление».
Постепенно обнаружился целый ряд поразительных приспособлений в цветке, облегчающих такого рода опыление, и параллельно этому осветилось всё устройство цветка, сделалось понятным значение целого ряда особенностей его строения. Шпренгель нашёл одну из тех точек зрения, с которых сразу освещается целая цепь явлений, казавшихся на первый взгляд непонятными и бессвязными. В своей книге, озаглавленной «Раскрытая тайна природы» («Das entdeckte Geheimniss der Natur», 1793), Шпренгель описывает целый ряд Э. растений с их приспособлениями для опыления насекомыми. Шпренгель полагал, однако, что у Э. растений насекомые переносят пыльцу с пыльников какого-нибудь цветка на рыльце того же цветка, иными словами, что мы имеем здесь дело со сложно протекающим «самоопылением». Но с этой точки зрения самая сложность процесса является совершенно непонятной. К чему такие сложные и хитрые приспособления, если самоопыления можно достигнуть чрезвычайно просто, как это и наблюдается у многих растений. Даже в случаях открытой Шпренгелем же «дихогамии», когда самоопыление в пределах одного и того же цветка невозможно в виду неодновременного созревания мужских и женских половых элементов, он говорит лишь о переносе пыльцы с более молодого цветка на более старый, причём, по-видимому, говорит о цветах одного и того же соцветия, так что и здесь предполагает ещё более усложненное самоопыление. Участие в половом процессе двух различных особей растения, как конечная цель привлечения насекомых к этому процессу — вот то дополнение, которое сделал Дарвин к открытию Шпренгеля. Экспериментальным путём он показал, что «перекрёстное опыление», когда пыльца берётся с другого растения того же вида, даёт более многочисленное, более сильное и, в свою очередь, более плодовитое потомство. С этой точки зрения становятся понятны всякие сложнейшие приспособления для привлечения насекомых, ибо лишённая активной подвижности пыльца должна быть перенесена кем-нибудь или чем-нибудь в другой цветок, чтобы произвести перекрёстное опыление, становятся с этой точки зрения понятны и самые крупные затраты со стороны растения для обеспечения столь важного перекрёстного опыления.
Любопытно, что в некоторых случаях, как показал это впервые Джон Скотт для экзотической орхидеи Oncidium sphacelatum, самоопыление остаётся совершенно безрезультатным. Из массы цветков Oncidium искусственно опылённых собственной пыльцой, ни один не принёс семян. Эти наблюдения были подтверждены затем на целом ряде других растений. В нашей флоре таким свойством обладают аир (Acorus calamus), хохлатка (Corydalis cava), кирказон (Anstolochia clematitis) и проч. Мало того, Фриц Мюллер заметил, что у различных орхидей собственная пыльца не только не оплодотворяет их пестиков, но действует на них наподобие ядовитого вещества; в свою очередь, и рыльца не дают развиваться этой пыльце, убивают её. Особенно резко это сказывается у Notylia, где уже через два дня все оплодотворённые собственной пыльцой цветы завяли, завязь их сморщилась, пыльца стала тёмно-бурой и ни одно из пыльцевых зёрнышек не проросло.
Однако в такой резкой форме отвращение к самоопылению выражено бывает редко, гораздо чаще самоопыление бывает возможно и оставляется растением в качестве последнего ресурса, на случай, если опыление при помощи насекомых почему-либо не осуществится. С этой целью, после того как все средства для перекрёстного опыления исчерпаны, дальнейшее развитие цветка направляется, как мы увидим ниже, по радикально противоположному направлению — развиваются разнообразные приспособления, облегчающие самоопыление. Таким образом, мы видим, что Э. растения находятся в тесной зависимости от опыляющих их насекомых. Эти последние, в свою очередь, не менее сильно зависят от растений, от которых получают, в основном, пищу, а иногда и другие услуги. Самое строение тех и других оказывается строго соответствующим друг другу; так что в общем они немыслимы одни без других и составляют в совокупности одно законченное гармоническое целое. В виду всего этого, насекомые и Э. растения являются одним из наиболее поразительных примеров взаимной и притом «дружеской» зависимости между организмами. Указанные соображения насчёт важности, перекрёстного опыления одинаково приложимы ко всем цветковым растениям. В отличие от тех растений, у которых посредниками в перекрестном опылении является ветер (анемофильные растения) или вода (гидрофильные растения), называют зоидиофильными растениями такие, у которых опыление производится животными. Из зоидиофильных растений подавляющее большинство принадлежит к опыляемым насекомыми Э. растениям. Сравнительно очень редки случаи опыления при посредстве птиц (орнитофильные растения) или при посредстве улиток (малакофильные растения). Из всех перечисленных групп только две являются общераспространёнными, именно: анемофильные (менее многочисленные) и Э. растения.

## Признаки цветов энтомофильных растений
Общие признаки цветов у Э. растений выясняются лучше всего, если сравнивать их с растениями анемофильными. У этих последних пыльца сухая, рассыпчатая, легко распыляемая ветром; рыльце, в основном, перистое, выдающееся из цветка и приспособленное при посредстве своих волосков к улавливанию носящейся в воздухе пыльцы. Околоцветник и кроющие листья низведены до минимума, дабы не заслонять пыльников и рылец и не затруднять опыления; растения, наконец, живут большими сообществами (например, сосна, крапива, злаки), и цветы распускаются в основном все разом, благодаря чему воздух сразу нагружается большим количеством пыльцы, и вероятность опыления носящейся в воздухе пыльцой становится очень велика. В противоположность этому у Э. растений пыльца в основном липкая, легко пристающая к телу насекомых, рыльце тоже липкое, не перистое. Околоцветник крупный, цветение нередко довольно продолжительное и скученность растений одного и того же вида не имеет большого значения. Вдобавок к этому в цветах Э. растений наблюдаются различные приспособления для привлечения насекомых, посредников опыления, различные приспособления для защиты пыльцы и мёда как от атмосферических вредных влияний, так и от незваных гостей. Наконец, самый акт опыления происходит при участии многих, иной раз, чрезвычайно сложных специальных приспособлений.

## Привлечение растениями насекомых
Растения дают насекомым пищу, часто к тому же кров, изредка — приют для воспитания личинок. Мы начнём с последнего случая.

### Растение как место обитания для личинок насекомых
У многих гвоздичных растений, приспособленных к опылению мелкими ночными бабочками, эти последние не только питаются нектаром цветка, но и откладывают внутрь завязи яички. Личинка, вышедшая из яичка, ползает внутри завязи, питается там семяпочками и молоденькими семенами, а затем, прогрызая стенку завязи, выходит наружу. Личинка, правда, не съедает всех семян, и поэтому растение в конце концов всё-таки успевает при помощи разносящих пыльцу бабочек произвести достаточное количество семян; однако, вряд ли, в таком усложнении процесса особенно заинтересовано растение. В других случаях, однако, несомненно, что отложение насекомым яичек в тело растения является нормальным и необходимым условием опыления. Наиболее интересным примером взаимоотношений такого типа является процесс опыления у рода Ficus, хотя бы у европейской смоковницы Ficus carica. Соцветие здесь устроено очень оригинально: оно имеет вид полой внутри груши, урны, на внутренних стенках которой сидят очень мелкие цветочки. Растение смоковница двудомное: на одних экземплярах развиваются только женские соцветия — это и есть разводимая смоковница, на других экземплярах развиваются мужские соцветия. Мужские экземпляры встречаются только в диком состоянии, это так называемая козья смоковница, Caprificus. В соцветиях Caprificus кроме вполне развитых мужских цветков есть ещё недоразвитые женские, расположенные в нижней части соцветия. Они отличаются от типичных женских цветов короткостью столбика, отсутствием на рыльце сосочков и полной бесплодностью. Назначением их, как оказывается, иное: длина столбика приноровлена к длине яйцеклада одной маленькой орехотворки Blastophaga grossorum, которая и кладёт туда свои яички; это — образования исключительно предназначенные для воспитания личинок орехотворки; соответственно этому такие «орешковые» цветы превращаются в конце концов в галлы и затем выпускают молодую орехотворку. Пробираясь из соцветия наружу, орехотворка встречает в верхнее части урны мужские цветы и обсыпается их пыльцой. Попадая затем в женское соцветие, орехотворка опыляет женские цветки, но её попытки положить в завязь цветка яичко не увенчиваются успехом: столбик женского цветка слишком длинен, и яйцеклад поэтому далеко не достигает до завязи. Таким образом, здесь происходит обмен услугами между растением и орехотворкой, причём растению не приходится расплачиваться за услугу собственными детьми, как мы это видели у гвоздичных.

### Растение как источник пищи для насекомых
Что касается крова, который дают растения насекомым, то это явление далеко не редкое; особенно некоторые жучки любят забираться в крупные цветы мака, генциан, магнолий, оставаясь там нередко до тех пор, пока цветок не опадет, чтобы затем пуститься на поиски подобной же квартиры; понятно, что при перелётах с цветка на цветок они успешно производят опыление. Несравненно чаще, однако, растение предлагает насекомому только пищу. Пищей для насекомых может служить либо пыльца, либо сочные ткани, волоски, бугры, выросты цветочных покровов, либо, наконец, — что чаще всего — сахаристый сок — мёд или нектар, выделяемый особыми «нектариями». Что касается пыльцы, то, как известно, у многих насекомых она играет важную роль в пропитании как взрослых особей, так и детвы. С целью собирания пыльцы у насекомых существуют специальные приспособления: щётки для сметания пыльцы, «корзиночки» для переноса собранных запасов и проч. Очень типично в этом отношении устроены задние ноги у обыкновенной пчелы. Понятно, что во время собирания пыльцы насекомое вымазывается ею и, перелетая с цветка на цветок, производит перекрёстное опыление. Понятно также, что растения, привлекающие насекомых своей пыльцой, должны производить большой избыток пыльцы. И в самом деле у таких растений обыкновенно наблюдается очень много тычинок; они скучены в центре цветка, самый цветок имеет вид широкой чаши, обращённой отверстием кверху, так что высыпающаяся из пыльников пыльца не рассеивается бесплодно, а собирается, в ожидании посещения насекомых, на дне чаши. К числу растений такого типа принадлежат шиповник, мак, ветреница (Anemone) и проч. Гораздо менее многочисленны случаи, когда в качестве приманки цветок предлагает насекомому части собственного тела, волоски, гребни, выросты лепестков и проч. Особенно известны таким способом привлечения насекомых орхидные. У Венерина башмачка (Cypripedium) сочные волоски, покрывающие изнутри губу цветка, служат пищей для насекомых. Точно также насекомые обгрызают выросты и гребни на губе Gongora, Stanhopea, Coryanthes, Catasetum и проч. В иных случаях насекомые не поедают, а только высасывают сочные ткани цветка; это наблюдается у золотого дождя (Cytisus laburnum), зверобоя и других растений. Наконец, переход к настоящим, вырабатывающим мёд нектариям представляют шпорцы у различных видов Orchis. Мёд в полость шпорца у них не выделяется, и Шпренгель, обративший впервые на это внимание, предположил, что мы имеем здесь дело как бы с обманом со стороны растения: обладая внешностью медоносного цветка, цветок Orchis, по мнению Шпренгеля, таким образом, даром пользуется услугами насекомых. Шпренгель назвал такие цветы ложномедоносными (нем. Scheinsaftblumen). Дарвин показал, что такой взгляд несправедлив; насекомые, прокалывая внутреннюю, чрезвычайно нежную кожицу шпорца, высасывают из его тканей сладкий сок. Интересно, что, по указанию Дарвина, сок этот находится здесь в межклетниках, и, таким образом, мы имеем в данном случае как бы «внутренние» нектарии; клетки выделяют мёд не на поверхность органа, а внутрь его тканей, в промежутки между клеточками. От этих видов Orchis переход к настоящим медоносным растениям не представляет ничего принципиально нового. Если скопившийся внутри межклетников сладкий сок получит возможность выйти наружу, мы будем иметь дело уже с типичным нектарием. Сладкая жидкость выходит наружу сквозь особые устьица, устроенный наподобие «водных устьиц», предназначенных для выделения из растения избытка воды. Чаще, однако, нектар выступает из клеток не в межклетники, а прямо на поверхность органов. Нектар представляет собой, главным образом, раствор сахара, у различных растений — различной концентрации: то он очень водянист, то, напротив, до того концентрирован, что сахар выкристаллизовывается иной раз довольно крупными кристаллами. Нектар цветов является местом обычного нахождения дрожжей в диком состоянии; насекомые попутно способствуют распространению дрожжей (Duclaux), и тоже, быть может, не безвозмездно, так как в нектариях, за счёт деятельности дрожжевых клеток, должно идти спиртовое брожение.
Что касается места выделения нектара, то оно может быть чрезвычайно разнообразно; в нектарии могут превращаться и целые органы цветка и их отдельные части. Нектарии развиваются на чашелистиках, на лепестках, целиком лепестки могут превращаться в нектарии и проч. Нектарии, развивающиеся на отдельных органах, имеют вид ямок, бороздок, бугорков и проч.; но когда целиком орган превращается в нектарий, становится «медолистиком», он обнаруживает нередко сложное строение. Так, у чернушки (Nigella) медолистик (нем. Saftmachine, по терминологии Шпренгеля), являющийся видоизменённым лепестком, имеет форму причудливой формы сосудца с боковой крышечкой; крышечка плотно прижата к отверстию сосуда и удерживается здесь, зажатая между двумя небольшими выростами. Со стороны насекомого требуется некоторое усилие, чтобы поднять крышечку и воспользоваться скопившимся в нектарии мёдом; когда весь мёд высосан и насекомое удаляется, крышка снова плотно захлопывается, и процесс накопления мёда продолжается дальше. Что касается положения нектариев, то оно бывает различно в зависимости от того, на каких насекомых рассчитывает растение в процессе опыления. Если переносчиками пыльцы являются мухи, жуки и другие насекомые с короткими хоботками, то мёд лежит открыто на доступных местах; так, например, у зонтичных тонким слоем мёда покрыты расширенные основания столбиков, и этот так называемый «диск» блестит на солнце среди тычиночных нитей и растопыренных лепестков. С другой стороны, такой открыто лежащий мёд не удобен для насекомых с длинными хоботками, каковы бабочки, шмели и проч.; их ротовые органы приспособлены специально для добывания мёда, запрятанного в глубине длинных трубчатых венчиков; и так как длина венчиков и длина хоботков сильно варьирует, мы встретимся здесь естественно с большей специализацией строения как цветов, так и насекомых; нередко растение оказывается приспособленным к опылению одним каким-либо насекомым. В этом последнем случае все органы цветка приноровлены к устройству тела, повадкам и проч. данного вида насекомых; только они одни способны произвести опыление, и, следовательно, посещения других насекомых являются безрезультатными, а трата мёда на их угощение — бесполезной и, поэтому, убыточной тратой. Сообразно этому у растений наблюдаются разнообразные приспособления для защиты мёда от незваных гостей. С этой целью вход в трубку венчика бывает преграждён либо расширением пестика, либо пучками и кольцами волосков, легко пропускающих тонкий длинный хоботок насекомого-опылителя, но препятствующих нежелательным насекомым пробираться к мёду. У львиного зева (Antirrhinum majus) вход в трубку венчика плотно заперт выростом нижней губы; необходимо некоторое усилие, чтобы отогнуть губу и пробраться внутрь; этим исключаются в качестве посетителей цветка всякие мелкие насекомые, и только крупные шмели оказываются в силах отворить замкнутую дверь. Особую группу защитных приспособлений составляют различные ловчие липкие кольца, которые окружают стебель пониже цветков и препятствуют лакомым до мёда, но бесполезным в смысле опыления муравьям и прочим ползающим мелким насекомым пробраться к цветку. Часто это не сплошные кольца, а только густо разбросанные железистые волоски, липкое выделение которых делает невозможным передвижение мелких насекомых. К числу таких же защитных приспособлений относится и способность растений раскрывать свои цветы только на время лёта способствующих опылению насекомых. Если цветы растения держатся по несколько дней, то обыкновенно они каждый день в определённое время раскрываются и закрываются. В ясные погожие дни это происходит очень правильно, так что Линней мог составить «цветочные часы», таблицу, по которой, наблюдая время закрывания и открывания цветов, можно определить приблизительно время дня. Это приспособление защищает пищевые запасы растения также и от вредных атмосферных влияний в то время, когда нужные для опыления насекомые не летают. Кроме того, многие цветы обладают ещё способностью сворачиваться и закрывать свои цветки в пасмурную и холодную погоду. Специально от смачивания росой и дождём у некоторых растений мёд защищается ширмой из волосков, несмачиваемых водой; такие волоски нисколько не препятствуют проникновению хоботка насекомого, но прекрасно задерживают на своей поверхности капли росы и дождя. Между прочим, существование защитных волосков над нектариями у Geranium silvaticum натолкнуло Шпренгеля на изучение жизненного обихода цветка и привело его к открытию роли насекомых в этой жизни. Но мало того, что растения хранят в недрах своих целые клады пищевых веществ и тщательно оберегают их от бесполезного растрачивания, — необходимо ещё, чтобы клад был разыскан насекомым, ибо только тогда растение получит за свои труды и заботы соответствующую награду. Вместилище питательных веществ должно быть заметно издали, над ним должна быть бросающаяся в глаза вывеска. Достигается такая заметность путём контрастной окраски; на зелёном фоне листвы резко выделяются розовый, жёлтый, белый, голубой цвет лепестков. Яркость окраски и контрастность её с зелёным цветом листвы — составляют смысл существования окрашенных околоцветников у Э. растений, и понятна поэтому бесплодность попыток садовников получить чёрный тюльпан и зелёную розу. Заметность цветов увеличивается в том случае, когда цветок окрашен не в один цвет, а в два или более резко отличающихся друг от друга цвета. Так дело обстоит, например, у трёхцветной фиалки; в большинстве случаев, однако, неоднородность окраски цветка мало увеличивает его заметность издали; напротив, вблизи эти чёрточки, пятна, полоски видны хорошо и являются указующими перстами при разыскивании медохранилища. У Э. растений связь рисунка на лепестках с положением нектариев настолько постоянна, что присутствие этих указующих перстов (нем. Saftmahl) Шпренгель считает несомненным указанием на медоносность растения. Возвращаясь к заметности цветка издали, надо, конечно, указать на увеличение размеров цветка, как на прямой путь к достижению цели. Но возрастание величины цветка имеет свои пределы, за которыми дальнейшая трата строительных материалов уже не окупается получаемой выгодой. Поэтому цветки, диаметр которых больше 10 см, очень редки, а цветки более 35 см в поперечнике известны только у двух растений. Пальма первенства, в смысле размеров, принадлежит отвратительно пахнущему жёлто-красному цветку Rafflesia arnoldii. Своим видом и запахом Rafflesia привлекает насекомых, питающихся падалью, которые и производят её опыление. Грандиозные размеры цветка (до 1 метра в диаметре) объясняются, отчасти, образом жизни растения. Оно паразитирует на корнях Cissus, и всё тело его вне растения-хозяина сводится исключительно к цветку. Редкость очень крупных цветов объясняется таким образом тем, что возрастание заметности цветка далеко не идёт параллельно увеличению его размеров. В нашем климате цветки с диаметром в 2—5 сантиметров являются вполне обеспеченными в смысле разыскивания их насекомыми; развивать такие цветы, как у Rafflesia, было бы совершенно излишним. Но даже и образование таких сравнительно мелких цветков в 2—5 см в диаметре является не самым выгодным использованием строительных материалов растения; гораздо выгоднее достигать резкой заметности цветков путём окучивания их в большие соцветия. При этом каждый отдельный цветок может быть очень мелок, как, например, у зонтичных растений, бузины, валерианы и проч. В таких случаях комбинируется в одно мощное целое не только окраска, но и запах цветов, и, например, всё белое дерево черёмухи, вишни, яблони является ярким образцом проведения такого принципа. Интересную крайность в этом смысле представляют соцветия сложноцветных; отдельные цветки в них настолько мелки, что все соцветие кажется профану одним цветком; но каждый отдельный цветок на самом деле настолько мелок, что мы его просто не замечаем; лишь совокупность их бросается в глаза. Здесь же, у сложноцветных, мы встречаемся и с интересными случаями разделения труда между отдельными цветками, образующими соцветие (так назыв. «корзинку»). Внутренние цветки корзинки мелки и невзрачны; их венчик имеет вид маленькой трубочки с пятью зубчиками на верхушке; это «трубчатые цветы». Вся масса трубчатых цветов окрашена обыкновенно одноцветно, большей частью в жёлтый цвет, и имеет вид жёлтой круглой пластинки; краевые же цветы, обрамляющие эту пластинку, отличаются совершенно другой внешностью: их венчик развит в виде длинного язычка; на верхушке язычок несёт только три зубчика и, таким образом, развита вполне только часть венчика, одна его губа, тогда как другая из двух листочков венчика, обыкновенно совсем неразвита. Получающиеся при этом «ложноязычковые» цветы (в отличие от настоящих язычковых, у которых все пять листочков венчика принимают участие в образовании язычка, как например, у одуванчика), окрашены часто в иной цвет, например, в белый (у ромашки, поповника и проч.). Благодаря присутствию венца длинных язычков, такие соцветия издали бросаются в глаза. При этом развитие крупного венчика у краевых цветов происходит за счёт недоразвития половых органов: ложноязычковые цветы не двуполые, а либо только женские, либо совсем бесполые. Подобное же соотношение между краевыми и срединными цветами соцветия встречается и вне семейства сложноцветных, причём у многих зонтичных краевые цветки просто крупнее средних, но не утрачивают органов воспроизведения; у некоторых видов один или несколько центральных цветков окрашены к тому же в иной, например тёмно-пурпуровый, цвет, резко выделяющийся на общем белом фоне соцветия. У калины и дикой гортензии краевые цветки, придающие красоту и заметность соцветию, совершенно бесполы.

### Привлечение насекомых путём выделения пахучих веществ
Вторым не менее действенным способом приманки насекомых является выделение пахучих веществ, ароматность цветов. Запах цветов не всегда приятен; выше был упомянут цветок Rafflesia, обладающий отвратительным запахом; подобной же неприятной особенностью обладает целый ряд других растений; они издают запах падали, гниющей мочи, навоза и тому подобных неприятных предметов. Но мухам, кладущим свои яички в гниющие вещества и питающимся разлагающимися веществами, такой запах, по-видимому, очень приятен; по крайней мере, они усердно посещают подобные цветки и добросовестно исполняют для них роль переносчиков пыльцы. Из особенностей растений, выделяющих ароматные вещества, следует упомянуть периодичность этого выделения. Многие растения, опыляемые дневными насекомыми, перестают пахнуть ночью; напротив, растения, приспособленные к опылению ночными бабочками, чрезвычайно сильно пахнут ночью и совсем не пахнут, либо слабо пахнут, днём. Таковы: ночная фиалка (Platanthera bifolia), различные виды жимолости и проч.

## Специальные приспособления для перекрестного опыления
Мало, однако, того, чтобы привлечь насекомое в цветок; необходимо далее, чтобы насекомое захватило с собой пыльцу и перенесло её далее на другой цветок, и именно на рыльце его, а не на какую-нибудь другую часть. И так как опылением цветов является лишь побочным результатом раздобывания насекомыми пищи, так как оно совершается помимо их воли, стоит вне круга целесообразных их действий, то необходимо, чтобы все детали механизма приспособления к повадкам насекомых были выработаны возможно точно и безошибочно. Среди приспособлений для перекрёстного опыления встречаются наиболее поразительные и «остроумные» приспособления растительного царства.

### Гетеростилия
Одним из простейших способов для обеспечения перекрёстного опыления является так называемая гетеростилия. Тычинки и рыльце у различных экземпляров растения расположены неодинаково; у одного, например, экземпляра первоцвета столбик в цветках длинный; головчатое рыльце в виде зеленоватой пуговки торчит из трубки венчика, тогда как тычинки наоборот незаметны снаружи, будучи прикреплены на некоторой глубине внутри трубки венчика. Встречаются среди них и такие растения, которые обладают обратными признаками; рыльце не видно снаружи; оно сидит в глубине трубки венчика на том же уровне, на котором у первого нашего растения сидели тычинки; наоборот, тычинки у этого экземпляра прикреплены высоко; их пыльники торчат из трубки венчика подобно тому, как в первом случае торчало оттуда рыльце. Понятно, что насекомое, перелетая с одного растения на другое, будет прикасаться одними и теми же точками тела сначала к пыльникам, затем к рыльцам и наоборот. У некоторых растений различия в строении цветка ещё сложнее. Так, у плакун-травы (Lythrum salicaria) цветы не двух, а трёх сортов: с коротким, средним и длинным столбиком; соответственно изменению длины столбика меняется и длина тычиночных нитей, расположенных здесь двумя группами: одни подлиннее, другие покороче. Замечательно, что только опыление короткого пестика короткими тычинками, длинного — длинными и т. д. даёт хорошие результаты. Если же перенести пыльцу длинных тычинок на рыльце короткостолбчатого пестика, то результаты опыления будут так плохи, как будто мы скрещивали здесь не различные экземпляры одного и того же вида, а два различные вида. Потомство будет обладать ясно выраженными признаками гибридов.

### Протеандрия и протогиния
Несколько сложнее дело происходит обыкновенно у дихогамных цветков. Дихогамией, как было упомянуто выше, называется такой случай, когда мужские и женские половые элементы развиваются не одновременно. Обыкновенно раньше созревают тычинки, затем пестик; такой случай носит название протеандрии (dichogamia androgyna, по Шпренгелю). Нередки и обратные случаи, когда раньше созревают женские половые элементы; это будет протогиния (dichogamia gynandra по Шпренгелю). У дихогамных цветов, в основном, сперва одни органы, например тычинки, занимают такое место, что насекомое неизбежно заденет их, пробираясь к мёду; затем, отдав свою пыльцу, тычинки отходят в сторону, а на их место становится готовое уже к оплодотворению рыльце и собирает пыльцу с тех самых участков тела насекомого, которыми оно раньше, на других цветках касалось пыльников.
Так дело обстоит у мальвы, буквицы (Betonica officinalis), Polygonum Bistorta, Centranthus raber, Teucrium orientale и проч. Особенно любопытно происходит это у дикой чернушки Nigella arvensis. У неё восемь своеобразных описанных выше нектариев чередуются с восемью же пучками тычинок; в бутоне тычинки торчат вертикально; когда цветок откроется, самая наружная тычинка каждого пучка изгибается вниз и наружу и нависает над нектариями так, что насекомое, добывающее мёд, непременно коснётся спинкой лопнувшего пыльника и обсыплется пыльцой. На следующий день эти использованные тычинки отгибаются совсем вниз, а их место занимает второй ряд свежевскрывшихся тычинок; так продолжается несколько дней, пока все тычинки не будут использованы. Только тогда стоявшие до сих пор вертикально незрелые ещё рыльца созревают и изгибаются наружу, занимая точно такое же положение, какое раньше занимали тычинки. Понятно, что шансы на перекрёстное опылением при таком распределении деятельности полового аппарата очень велики; если, однако, опыления насекомыми всё же не произойдёт, то в качестве последнего средства для образования семян растение прибегает к самоопылению; столбики пестиков изгибаются ещё далее вслед за тычинками и прикасаются в конце концов к их пыльникам, где остаётся обыкновенно ещё достаточное для опыления количество пыльцы.
Некоторое видоизменение того же принципа с присоединением многих оригинальных особенностей встречаем мы в семействе сложноцветных. Половой аппарат крайне мелких цветочков этого семейства устроен своеобразно: тычинки, прикреплённые своими нитями к трубке венчика, спаяны друг с другом краями пыльников. Так как пыльники здесь длинные, линейные, то от срастания их получается длинная узенькая трубочка. И, как это ни странно на первый взгляд, пыльники открываются здесь не наружу, а внутрь, в полость трубочки, откуда достать пыльцу даже при желании было бы трудно. Но такое разверзание пыльников оказывается первым членом длинной цепи удивительных приспособлений. Когда пыльца уже созрела, рыльца пестика ещё далеко не готовы для опыления, столбик ещё короток и скрыт в глубине трубки пыльников; постепенно удлиняясь всё больше и больше, он проталкивает затем пыльцу на манер поршня из той трубки, в которую она заключена. Липкая пыльца в виде червеобразной массы выступает наружу из своего убежища; при этом ползающие по соцветию насекомые легко стирают её своим брюшком и уносят на другие цветки; а там, быть может, столбик уже закончил свой рост; кольцом волосков, расположенных пониже рыльцев, он как щёткой вымел всю пыльцу из пыльниковой трубки и вынес вверх сомкнутые своими воспринимающими поверхностями рыльца. Только теперь, когда уже нет опасности вымазаться собственной пыльцой, рыльца вилообразно отходят друг от друга, и осыпанное пыльцой брюшко насекомого трётся при его движениях о лопасти рыльца, как раньше оно тёрлось о выступившие массы пыльцы.
К этим особенностям механизма оплодотворения сложноцветных, у различных видов василька присоединяется ещё одна удивительная способность. Если представить себе трубку с находящейся внутри пыльцой и выталкивающим пыльцу поршнем, то станет ясно, что выталкивание пыльцы может обусловливаться двумя причинами: 1) при неподвижности трубки оно вызывается движением поршня, 2) при неподвижности поршня — движением трубки. Обычно у сложноцветных процесс освобождения пыльцы происходит первым способом, но у васильков он может происходит кроме того и вторым способом и притом более быстро. Если мы снова представим себе трубку пыльников у сложноцветных растений, мы вспомним, быть может, о тех тычиночных нитях, при помощи которых наша трубка прикреплена к венчику. Понятно, надвигание трубки пыльников на столбик может происходить только путём сокращений тычиночных нитей; и у василька они оказываются способными к такому сокращению. Тычиночные нити василька раздражимы и сократимы. Местом легчайшего восприятия раздражения является кольцо волосков, одевающих каждую тычиночную нить на известной высоте (Haberlandt причисляет эти волоски к числу простейших «органов чувств»). Стоит раздражить прикосновением упомянутые волоски, и все тычиночные нити укорачиваются, оттягивая вниз, на столбик пыльниковую трубку. Сокращение этих тычиночных нитей не имеет, впрочем, ничего общего с сокращением, например, мускулов у животных. Дело сводится здесь к съёживанию раздутых раньше клеточек из-за выхода наружу части клеточного сока. Чрезвычайно интересно на опыте убедиться в этой особенности цветков василька; для этого достаточно иголкой потрогать тычиночные нити одного из внутренних цветков, из которого ещё не высунулось двухраздельное рыльце, и вы увидите, как из торчащей кверху, слегка изогнутой и замкнутой трубки пыльников ползёт белая липкая пыльца. Опыт удаётся лучше, если дать ветке растения постоять предварительно несколько часов в стакане с водой. Смысл этого приспособления очевиден: по поверхности соцветия ползают различные насекомые в поисках пищи; при этом они попадают лапками внутрь венчиков, прикасаются к раздражимым волоскам тычиночных нитей и тут же стирают брюшком выступающую пыльцу. И у сложноцветных, подобно чернушке, самоопыление остаётся последним ресурсом на случай неудачи перекрёстного опыления с помощью насекомых. Разошедшиеся вилообразно лопасти рыльца закручиваются постепенно все более и более по круговой линии внутрь и в конце концов закрутившаяся лопасть рыльца прикасается своей воспринимающей поверхностью к стенке столбика; а столбик в этом месте покрыт волосками, помогавшими ему выметать пыльцу из пыльниковой трубочки; на этих волосках остаётся ещё всегда немного пыльцы и самоопыление происходит, тем более, что для этого достаточно здесь лишь одной пылинки, так как в завязи находится только одна семяпочка.
Кроме васильков существует ещё целый ряд других растений, в процессах опыления у которых проявляется раздражимость и подвижность частей цветка. Так подвижными тычинками обладает наш барбарис. Нормально в цветке его, имеющем вид маленького жёлтого розана, шесть тычинок широко растопырены в стороны и прижаты к лепесткам венчика. Но стоит чем-нибудь прикоснуться к основанию тычинки, как она отскакивает, как бы стремясь ударить нарушителя своего покоя. И в самом деле, когда насекомое, усевшись на цветок, начинает лакомиться его мёдом, потревоженные тычинки ударяют его, обсыпая дождём пыльцы. Точно то же в несколько более крупных размерах происходит в многотычинковых цветках кактуса Opuntia.
Любопытный случай подвижности наблюдается также в цветке Mimulus luteus. Его двухлопастное рыльце торчит в зеве цветка, и нижняя пластинчатая лопасть расположена так, что всякий предмет, вводимый внутрь венчика, прикоснётся к ней. Если это будет насекомое, оно оставит на рыльце принесённую пыльцу. Продвигаясь далее, насекомое встретит вскрывшиеся пыльники и нагрузится пыльцой вновь; но когда оно, обмазанное пыльцой, выбирается из цветка, нет опасности, чтобы пыльца эта попала тут же на рыльце: раздраженная прикосновением, нижняя лопасть рыльца приподнялась кверху, и воспринимающие поверхности обеих лопастей плотно сомкнулись друг с другом, как половинки захлопнутой книги. Но быть может первое насекомое не принесло ещё нужной пыльцы; на этот случай рыльце через несколько времени (приблизительно 5 минут) снова раскрывается, чтобы снова захлопнуться не надолго во время следующего посещения. Наиболее интересный случай подвижности представляет, однако, орхидное растение Catasetum. Но чтобы понять сложный механизм цветка у этого растения, удобнее раньше рассмотреть более простой случай. Устройство цветка орхидных, например у Orchis mascula на первый взгляд резко отличается от устройства остальных цветов. Дело в том, что мы не находим здесь ни обычной формы рыльца, ни типичных тычинок, несущих пыльник на тонкой нити. Но при внимательном изучении и рыльце, и тычинки здесь находятся. Тычинка вполне развитая здесь только одна; особенность её заключается в том, что она срастается с столбиком в одну «колонку» и два обособленных гнезда пыльника располагаются на верхушке этого сложного образования. Что касается рыльца, то оно в типе трёхлопастное, но только две лопасти его функционируют нормально, сливаясь в одно пластинчатое рыльце, сидящее на колонке под пыльником. Третья лопасть рыльца недоразвивается; она превращена в «клювик». Клювик устроен довольно сложно и стоит в самой тесной связи с содержимым обоих гнёзд пыльника. Содержимое это состоит из пылинок, соединённых в комочки; все комочки каждого гнезда склеены особыми тягучими нитями в одну массу «поллиний», и нити эти продолжаются далее, выходя наружу из пыльника в виде «хвостика», прикреплённого в клювику; клювик превращается в этом месте в чрезвычайно липкую массу, и когда насекомое просовывает голову внутрь цветка, липкая подушечка приклеивается к его голове. За те несколько секунд, которые остаётся внутри цветка искомое, принуждённое довольно мешкотным образом высасывать мёд, заключённый под кожицей шпорца (см. выше), липкое вещество подушечки успевает отвердеть; и когда насекомое вытаскивает голову из цветка, оно тащит с собой липкие подушечки вместе с прикреплёнными к ним пыльцевыми массами. Точно то же произойдёт, если мы введём в полость шпорца очиненный карандаш и несколько секунд подержим его там. На кончике карандаша вынутся поллинии в том же положении какое они занимали в цветке. Теперь что же произойдёт, если сейчас же насекомое наше перелетит в другой цветок? Очевидно, пыльцевые массы прикоснутся к тому самому месту, из которого были взяты, и никакого опыления не произойдёт. Но если следить за поллиниями, прикреплёнными к кончику карандаша, мы заметим, что приблизительно через полминуты, ножка их повернётся вперёд и вниз приблизительно на 90°. Если мы теперь попытаемся ввести карандаш в цветок, то пыльцевые массы прижмутся как раз в воспринимающей поверхности рыльца. То же самое происходит и с поллиниями на голове насекомого. Но ведь поллинии эти крепко приклеены к голове; как же произойдёт опыление? Оказывается, что и рыльце покрыто липкой жидкостью; комочки пыльцы прочно пристают к его поверхности и местом наименьшего сопротивления при удалении насекомого являются эластичные ниточки, соединяющие отдельные пыльцевые комочки в одно целое. Ниточки эти рвутся, и часть пыльцевых комочков остаётся на рыльце. Остальное количество пыльцы может оплодотворить ещё несколько цветков. Механизм опыления у Orchis mascula, равно как и у очень многих других орхидных, был изучен Дарвином. Впоследствии H. Müller имел случай в благоприятной обстановке на деле проверить и подтвердить данные Дарвина.
Мы можем перейти теперь к рассмотрению упомянутого выше Catasetum. Как показал Дарвин, то, что издавна известно под этим именем, представляет собой мужское растение; только пыльники его вполне развиты, тогда как завязь и рыльце неспособны функционировать. Где же женские экземпляры? В этом отношении помогло наблюдением Шомберка, нашедшего растение, на котором были цветы трёх сортов. Каждый из этих сортов, в отдельности, был уже известен ботаникам, только растут они обыкновенно на различных экземплярах. По строению своему, цветки эти настолько отличаются друг от друга, что их относили раньше к различным родам: Catasetum, Monachanthus и Myanthus. Теперь оказалось, что Catasetum есть мужская форма, Monachanthus — женская и Myanthus — гермафродитная одного и того же организма. Наиболее интересно устройство Catasetum. Клювик здесь представляет собой наподобие пружины изогнутую пластинку; на одном конце её прикреплены пыльцевые массы, на другом — липкая подушечка. Тут же от колонки отходят два длинных утончающихся к концу отрога; Дарвин называет их щупальцами. Лёгкого прикосновения к одному из них достаточно, чтобы связь пружинки с цветком порвалась. В силу своей эластичности пружинка резко распрямляется и отлетает на довольно значительное расстояние (до 2—8 футов), унося с собой пыльцевые массы из легко сваливающихся пыльников. Липким тяжёлым концом пружинка летит вперёд и прочно прилипает к встречным предметам. Таким встречным предметом является нормально спинка шмеля, прилетевшего полакомиться сочными сладковатыми тканями губы. Обгрызая губу, шмель сидит спиной в колонке, и достаточно ему прикоснуться к «щупальцам», чтобы липкая подушечка поллиния оказалась приклеенной к его спине. По наблюдениям Крюгера, поллиний с удивительной точностью всегда оказывается прикреплённым на середине груди (тораксе) насекомого. Пока шмель ходит или летает, эта своеобразная ноша лежит у него на спине; но при посещении женского цветка, когда шмель снова усаживается спинкой вниз, поллиний свешивается тоже вниз и пыльцевые массы попадают прямо на воспринимающую поверхность рыльца.
Разнообразие в приспособлениях для опыления у орхидных растений так велико, что всего перечислить невозможно; мы упомянем ещё только о курьёзном способе опыления у Coryanthes. Губа цветка свисает вниз наподобие ковша или ведра; да и в самом деле это ведро, так как оно служит вместилищем для жидкости; два придатка, висящие над ведром, выделяют большое количество сока; этот сок содержит, однако, так мало сахара, что его нельзя назвать нектаром; да не он привлекает насекомых, хотя и играет в процессе опыления важную роль. Сок этот настолько быстро выделяется, что легко наблюдать, как капля за каплей падает в ведро. Когда ведро наполнено, излишек жидкости выливается сквозь особые трубки, проходящие как раз под колонкой цветка. Пчёлы, принадлежащие к роду Euglossa, в большом количестве слетаются ранним утром на цветы и толпятся у губы, обгладывая её гребни. В борьбе за более удобное местечко, или от какой-нибудь другой причины, они сваливаются в ведро. Единственным путём, по которому пчела может выкарабкаться наружу после неожиданной ванны, является узкий проход между отводящими воду трубочками и колонкой. Тут то и сказывается всё значение этого юмористического приспособления: протискиваясь сквозь упомянутый проход, пчела касается раньше рыльца и оставляет на нём ту пыльцу, которую, быть может, принесла с собой; пробираясь дальше, она встречает липкую желёзку пыльников и уносит их с собой, чтобы повторять процесс кормления с купанием в другом цветке. Крюгер, производивший наблюдения над опылением этих цветов на их родине, на Тринидаде, говорит, что случается иной раз видеть целую процессию пчел, пробирающихся таким образом из ванны одна за другой.
К Coryanthes примыкает по типу целый ряд других цветов, лишающих на время насекомых свободы передвижений с целью воспользоваться их услугами для опыления. Из этого типа растений мы остановимся на кирказоне, Aristolochia clematitis, растении, нередком в Средней России. Его цветки имеют форму кувшина с расширенным вверху горлом и сидят по несколько в пазухах листьев. Если мы вскроем 5—6 цветков, особенно стоящих вертикально с широко раскрытым раструбом, мы с удивлением увидим, что из некоторых вылетают при этом маленькие комарики, часто в значительном количестве. Но если ждать, пока комарики выползут сами, мы (в вертикально стоящих цветках) этого не дождёмся; напротив, быть может, нам удастся подметить, как новые гости станут пробираться внутрь кувшина, чтобы застрять там надолго. Лишь тогда, когда цветок начнет вянуть и отверстием своим опустится книзу. комарики, осыпанные пыльцой, начнут выползать оттуда, чтобы затем забраться снова в другой такой же цветок. Если подробнее присмотреться к внутренности вскрытого цветка, главным образом, его трубки, мы поймём причину продолжительности визитов: трубка изнутри усажена жёсткими, направленными вниз и внутрь волосками. Волоски эти свободно пропускают маленьких посетителей внутрь; но обратный путь для них на некоторое время закрыт: торчащие внутрь волоски прекрасно запирают выход из маленькой тюрьмы. А посредине боченковидного вздутия цветка поднимается в виде тумбочки столбик с широким шестилопастным рыльцем наверху и с шестью пыльниками тычинок, приросших к столбику своей спинной стороной. Попадая внутрь кувшинчинка, насекомые находят здесь готовое к оплодотворению рыльце и оставляют на нём принесённую из других цветков пыльцу. Тычинки в это время ещё не созрели (следовательно, мы имеем здесь случай протерогинии), и пыльники их закрыты. Тем временем лопасти опылённого рыльца приподнимаются, увядают и только тогда вскрываются пыльники. Снующие в полости кувшинчика насекомые обмазываются пыльцой и получают, наконец, возможность выбраться наружу, так как венчик начинает вянуть и прежде всего увядают запиравшие выход из него волоски. Такое временное лишение свободы, по-видимому, однако, не неприятно насекомым, так как они летят обыкновенно вслед за этим в другой цветок, где повторяется та же история. По существу точно также происходит дело в соцветиях некоторых ароидных, где такую же роль тюрьмы играет «крыло» соцветия, имеющее вид лавочного фунтика. Только благодаря большим размерам, количество посетителей цветка здесь соответственно увеличивается. Кернер рассказывает, что в крыле одного соцветия Arum conocephaloides, опущенном в спирт, оказалось около тысячи комариков, а в соцветии итальянского Dracunculus vulgaris было найдено 250 жуков, принадлежащих к 11 различным видам.

## Классификация растения по типам насекомых, производящих опыление
В заключение приведём предложенный Delpino и H. Müller’ом группировки Э. растений. Delpino группирует Э. растения по типам насекомых, производящих опыление. Он различает:
1. мелитофильные растения, опыляемые крупными пчёлами, например Genista tinctoria (дрок);
2. микромелитофильные растения, опыляемые мелкими пчёлами, например Herminium Monorchis;
3. миофильные растения, опыляемые разнообразными двукрылыми, например Evonimus europaeus (бересклет);
4. микромииофильные растения, опыляемые специально мелкими двукрылыми; таковы, например, Aristolochia clematitis, Arum maculatum;
5. сапромииофильные растения, опыляемые трупными и навозными мухами, например Stapelia, Rafflesia;
6. кантарофильные растения, опыляемые жуками, например Magnolia;
7. психофильные растения, опыляемые дневными бабочками, например Dianthus (гвоздика);
8. сфингофильные растения, опыляемые ночными бабочками, например Lonicera caprifolium (жимолость).

## Другие системы классификации энтомофильных растений
H. Müller выбирает другие основания для группировки. Он различает:
1. цветы, привлекающие насекомых пыльцой (нем. Pollenblumen), как мак, зверобой, паслён;
2. цветы с совершенно открытым мёдом: зонтичные, Galium (подмаренник), Sambucus (бузина), Frangula (крушина), Euphorbia (молочай) и проч.;
3. цветы с полузапрятанным мёдом: крестоцветные, Fragaria (земляника), Potentilla (лапчатка), Ranunculus (лютик), Caltha (калужница), Sedum (молодил) и проч.;
4. цветы с вполне запрятанным мёдом: Geranium (герань), Erodium (журавельник), Oxalis (кислица), Epilobium (кипрей), Veronica (вероника), Mentha (мята), Calluna (вереск), Myosotis (незабудка) и проч.;
5. сообщества цветов с запрятанным мёдом: сложноцветные, Scabiosa (ворсянка), Phyteuma и проч.;
6. цветы, опыляемые пчёлами, шмелями, осами (нем. Bienenblumen): Gentiana (горечавка), Echium (синюх), Digitalis (наперстянка), Linaria (льнянка), губоцветные мотыльковые и проч.;
7. цветы, опыляемые бабочками: а) дневными, в основном с красными цветами и b) ночными — с белыми цветами, без рисунка на лепестках, указывающего положение медохранилищ (нем. ohne Saftmal), но, в основном, с сильным ароматом. Дальнейшие труппы цветов рассчитаны на опыление двукрылыми:
8. Цветы отвратительного вида и запаха (Ekelblumen), Ruta graveolens (рута), Crataegus oxyacantha (боярышник), Stapelia и проч.;
9. цветы, привлекающие насекомых обманчивой внешностью (нем. Täusghblumen), например Parnassia palustris (белозор);
10. цветы с ловушками (нем. Kesselfallenblumen), Aristolochia, Arum и проч.;
11. цветы, опыляемые сирфидами (нем. Schwebfliegeblumen), например Veronica chamaedrys.